# A Dangerous Method
A Dangerous Method és un drama històric europeucanadenc dirigit per David Cronenberg el 2011 i protagonitzat per Viggo Mortensen, Michael Fassbender i Keira Knightley. El guió va ser escrit pel guanyador de l'Oscar Christopher Hampton a partir de la seva obra teatral del 2002 The Talking Cure, la qual s'inspira en la novel·la de John Kerr, A Most Dangerous Method.
La cinta és la tercera col·laboració de Cronenberg amb Viggo Mortensen (després d'Una història de violència i Promeses de l'est). A més, també és la tercera pel·lícula que el productor de cine britànic Jeremy Thomas ha fet amb Cronenberg, després de produir junts l'adaptació de William S. Burroughs Naked Lunch i l'adaptació de J. G. Ballard Crash.
La pel·lícula es va estrenar el 2 de setembre de 2011 en el Festival Internacional de Cinema de Venècia i, dies més tard, va competir en el de Toronto.

## Argument
En dies previs a la I Guerra Mundial, el psiquiatre Carl Jung (Michael Fassbender) està començant la seva carrera professional i viu a l'hospital Burghölzli amb la seva esposa embarassada. Jung assaja el tractament experimental inventat per Sigmund Freud, la psicoanàlisi o “curació per la paraula”, com també es coneixia llavors, amb Sabina Spielrein, una pacient de 18 anys. Sabina (Keira Knightley) és una noia russa d'origen jueu, molt culta, que parla alemany perfectament, amb un diagnòstic d'histèria que pot portar-la a la violència. En les seves converses amb Jung, Sabina explica haver tingut una infantesa plena d'humiliacions i pallisses que li infligia un pare autoritari. La psicoanàlisi no tarda a treure a la llum un inquietant element sexual en la seva disfunció, fet que confirmava la teoria de Freud que relaciona la sexualitat amb els trastorns emocionals.
Així, Jung contacta amb Freud (Viggo Mortensen) per parlar sobre la seva pacient, Sabina. Mentre la relació entre els dos psiquiatres s'enforteix, ja que Freud veu en Jung al seu hereu intel·lectual; també ho fa la relació entre Jung i Sabina, una dona brillant malgrat la seva malaltia. El tractament acaba amb èxit i Sabina decideix refer la seva vida i convertir-se en psiquiatra.

## Repartiment
- Viggo Mortensen: Sigmund Freud
- Michael Fassbender: Carl Jung
- Keira Knightley: Sabina Spielrein
- Vincent Cassel: Otto Gross
- Sarah Gadon: Emma Jung
- André Hennicke: Eugen Bleuler
- Arndt Schwering-Sohnrey: Sándor Ferenczi
- Marc Engelhard: Un pacient del sanatori

## Producció
La pel·lícula va ser una coproducció entre la companyia britànica Recorded Picture Company, l'alemanya Lago Film i la canadenca Prospero Film. Es va rebre, a més, finançament proporcionat per Medienboard Berlin-Brandenburg, MFG Baden-Württemberg, Filmstiftung NRW, German Federal Film Board and Film Fund, Ontario Media Development Corp i Millbrook Pictures. Christoph Waltz havia d'interpretar en un principi a Sigmund Freud però, al final, va ser substituït per Viggo Mortensen degut a problemes d'agenda.
El rodatge va tenir lloc entre el 26 de maig i el 24 de juliol de 2010 a:
- Berlín (Alemanya)
- El llac de Constança a Baviera (Alemanya)
- Constança a Baden-Württemberg (Alemanya)
- MMC Studios, Hürth, North Rhine - Westphalia (Alemanya)
- Studio Babelsberg, Potsdam, Brandenburg (Alemanya)
- Viena (Àustria)
- Zúric (Suïssa)

## Nominacions
- 2011: Lleó d'Or
- 2012: Globus d'Or al millor actor secundari per Viggo Mortensen